# Crotalaria falcata
Crotalaria falcata là một loài thực vật có hoa trong họ Đậu. Loài này được Vahl ex DC. miêu tả khoa học đầu tiên năm 1825.